# 힝클 필드 하우스
힝클 필드 하우스(영어: Hinkle Fieldhouse)는 미국 인디애나주 인디애나폴리스에 위치한 실내 경기장이다. 과거 BAA 인디애나폴리스 제츠와 NBA 인디애나폴리스 올림피언스 그리고 NBL 인디애나폴리스 카우츠키스의 홈경경기장으로, WNBA 인디애나 피버의 제2홈경기장으로 사용했다.
| ABA 올스타전 개최 경기장 |                         |                    |
| 이전                     | 1968년 힝클 필드 하우스 | 1969년             |
|                          | 1968년 힝클 필드 하우스 | 루이빌 컨벤션 센터 |
|                          |                         |                    |
|                          |                         |                    |